# Arkys cicatricosus
Arkys cicatricosus är en spindelart som först beskrevs av William Joseph Rainbow 1920.  Arkys cicatricosus ingår i släktet Arkys och familjen hjulspindlar. Inga underarter finns listade i Catalogue of Life.